# Baskijsko-islandski pidžin
Baskijsko-islandski pidžin je bio je pidžin koji se govorio u Islandu u 17. stoljeću. Sačuvan je u islandskim rukopisima iz tog i sljedećeg stoljeća. Pidžin se sastojao od baskijskih, germanskih i romanskih riječi. Mogao se razviti u regiji Vestfirðir, gdje su pisani rukopisi, ali kako je imao utjecaja iz mnogih drugih europskih jezika, veća je vjerojatnost da je nastao negdje drugdje i donešen na Island preko baskijskih mornara-kitolovaca.
U rukopisu čuvanom se u Árni Magnússon Institutu za islandske studije u Reykjaviku, postoje dva baskijsko-islandska glosara poznata pod imenom Vocabula Gallica ("Francuske riječi")  i Vocabula Biscaica ("Biskajske riječi"). Potkraj Vocabula Biscaica, koji sadrži ukupno 278 riječi i kratkih rečenica, postoji nekoliko fraza koje baskijske pomiješane s riječima iz nizozemskog, engleskog, francuskog, njemačkog i španjolskog. Baskijsko-islandski pidžin prema tomu nije mješavina baskijskog i islandskog, već baskijskog i drugih jezika. Ime je dobio budući da je zapisan na Islandu i preveden na islandski jezik.

## Povijest rječnika
Kopiju  "Vocabula Biscaica" koja je očuvana napisao je Jon Ólafsson iz Grunnavíka, koji je prepisao stariji, ali sada izgubljeni primjerak. Ovaj primjerak je, zajedno s Vocabula Gallica, sredinom 1920-ih pronašao islandski filolog Jón Helplinon u zbirci Arnamagnæan na Sveučilištu u Kopenhagenu. On je kopirao glosare, preveo islandske riječi na njemački i poslao kopije profesoru Christianusu Corneliusu Uhlenbecku na Sveučilištu u Leidenu u Nizozemskoj. Uhlenbeck je bio stručnjak za baskijski, no budući da je bio u mirovini od 1926., on je predao prijepise postdiplomskom studentu Nicolaasu Gerardu Hendriku Deenu. Deen se konzultirao s baskijskim učenjakom Juliom de Urquijom,  te je godine 1937, objavio doktorsku disertaciju na temu baskijsko-islandskih rječnika na latinskom jeziku pod nazivom "Glossaria duo Vasco-islandica". Većina fraza u pojmovnicima je također prevedena na njemački i španjolski. Godine 1986. izvorni rukopis je vraćen iz Danske na Island.
Postoji i dokaz o trećem suvremenom baskijsko-islandskom rječniku. U jednom pismu, islandski jezikoslovac Sveinbjörn Egilsson spominje dokument od dvije stranice koji sadrži "smiješne riječi i objašnjenja"  te je kopirao jedanaest primjera. Sami pojmovnik je izgubljen, ali pismo je još uvijek sačuvano u Nacionalnoj knjižnici Islanda. Međutim, ne postoje element pidžina u tom pojmovniku
Četvrta verzija baskijsko-islandskog rječnika je pronađeno u knjižnici Houghton na Sveučilištu Harvard.

## Primjeri
- baskijsko-islandski=> Christ Maria preseta for mi balia, for mi presenta for ju bustana.
- suvremeni baskijski  => Kristok eta Maria balea bat emango balidate isatza emango nizuke nik.
- engleski => If Christ and Mary give me a whale, I'll give you the tail.
- islandski   => Ef Kristur og María gefa mér hval, ég gef þér hali.

- baskijsko-islandski  => For ju mala gissuna.
- suvremeni baskijski => Gizon gaiztoa zara.
- engleski => You are a bad man.
- islandski  => Þú ert vondur maður.

- baskijsko-islandski => Zer travala for ju
- suvremeni baskijski  => Zer egiten duzu?
- engleski => What do you do?
- islandski  => Við hvað vinnur þú?

- baskijsko-islandski => Sumbatt galsardia for?
- suvremeni baskijski  => Zenbat galtzerdigatik?
- engleski => How many socks for?
- islandski => Hversu margir sokkar fyrir?